# Nikolsk (oblast de Penza)
Pour les articles homonymes, voir Nikolsk.
Nikolsk (en russe : Никольск) est une ville de l'oblast de Penza, en Russie, et le centre administratif du raïon Nikolski. Sa population s'élevait à 22 323 habitants en 2013.

## Géographie
Nikolsk est arrosée par la rivière Vyrgan et se trouve à 91 km — 108 km par la route — à l'est de Penza.

## Histoire
Nikolsk fut établie à la place des villages de Nikolskoïe (Нико́льское) et Pestrovka (Пестровка), connus respectivement depuis 1668 et depuis les années 1680. Elle fut appelée Nikolo-Pestrovka (Нико́ло-Пестровка) en 1761 et accéda au statut de commune urbaine en 1928, puis au statut de ville en 1954.

## Population
Recensements (*) ou estimations de la population
| 1748 | 1912  | 1926* | 1939*  | 1959*  | 1970*  |
| ---- | ----- | ----- | ------ | ------ | ------ |
| 120  | 2 502 | 4 226 | 10 119 | 16 818 | 20 740 |

| 1979*  | 1989*  | 2002*  | 2010*  | 2012   | 2013   |
| ------ | ------ | ------ | ------ | ------ | ------ |
| 23 632 | 26 871 | 24 061 | 22 471 | 22 374 | 22 323 |

## Économie
L'économie de Nikolsk repose sur deux entreprises de l'industrie du verre :
- FGOuP Zavod Krasny Gigant (ФГУП Завод "Красный гигант") : vaisselle, produits en cristal, verre optique, flans optiques, bouteilles techniques et médicales, verres blancs, etc.
- OAO Nikolski Steklozavod (ОАО "Никольский стеклозавод") : vases en verre, chandeliers, etc.